# 易显河
易显河，外交学院中国国际法研究院院长、教授。担任中国最高人民法院国际商事专家委员会委员、国家社科基金重大项目首席专家，入选中华人民共和国教育部2008年度"长江学者"特聘教授。